# Charlotte av Belgien
Marie Charlotte Amélie Augustine Victoire Clémentine Léopoldine av Belgien, född 7 juni 1840 i Laeken nära Bryssel, död 19 januari 1927 på slottet Bouchout nära Bryssel, var kejsarinna av Mexiko 1864-1867. Hon var enda dotter till kung Leopold I av Belgien och Marie Louise av Frankrike och dotterdotter till Ludvig Filip I av Frankrike.

## Tidigt liv
Charlotte blev vid sin födelse en av de rikaste prinsessorna i Europa. Hennes mor avled då hon var elva år gammal och hon fick ett eget hov om uppfostrades av sin guvernant grevinna de Hulste. Några veckor om året tillbringade hon i Claremont House i England hos sina morföräldrar, Frankrikes avsatta kungapar. Hon fick en bred utbildning och studerade filosofi, historia, naturvetenskap och musik och kunde tala fyra språk flytande. 
Charlotte mottog frierier från både Georg av Sachsen och kung Peter V av Portugal; den siste rekommenderad av Viktoria av Storbritannien. Efter att ha mött ärkehertig Maximilian av Österrike i Bryssel bestämde hon sig dock för att acceptera dennes frieri. 

## Ärkehertiginna
För första gången mötte Charlotte sin blivande man Maximilian av Österrike, som var åtta år äldre än henne, år 1856. Paret gifte sig i Bryssel den 27 juli 1857. Äktenskapet blev barnlöst.
Charlotte uppskattades av sin svärmor Sofia av Bayern, som betraktade henne som en perfekt gemål åt en österrikisk hertig i sin egenskap av katolsk prinsessa. Hon kom aldrig överens med sin svägerska kejsarinnan Elisabeth av Österrike-Ungern, enligt uppgift åtminstone delvis på grund av dennas vänskap med hennes make. 
Paret levde i Milano där Maximilian var vicekung i provinsen Lombardiet-Venetien från 1857 till 1859. När Maximilian förlorade sin tjänst som vicekung bosatte sig makarna i Trieste, där Maximilian lät uppföra slottet Miramar. De ska båda ha varit ambitiösa och missnöjda med sin brist på makt. När Frankrike ockuperade Mexiko 1864, erbjöd en grupp konservativa mexikanska rojalister paret tronen med stöd av Frankrike, som ville tillsätta en marionett i Mexiko med stöd av franska trupper. 
Charlotte följde med Maximilian till Mexiko 1864, då han blev utnämnd till kejsare av Mexiko av Napoleon III.

## Kejsarinna
Maximilian och Charlotte kröntes till kejsare och kejsarinna av Mexiko den 10 april 1864 in den katedralen i Mexico City. Charlotte antog nu det officiella namnet Carlota som kejsarinna. De valde slottet Chapultepec som residens och Carlota skapade ett hovprotokoll och tillsatte hovfunktionärer och lät hålla baler och mottagningar för den lokala aristokratin och hovet. 
Kejsarinnan Carlota engagerade sig från början i politiken. Mexiko befann sig i en kritisk situation där den liberala armén stödde Benito Juárez och en gerilla opererade på landsbygden utanför huvudstaden. Maximilian försökte dämpa oppositionen och Carlota försökt bistå honom och göra monarkin populär. För att skapa entusiasm för monarkin gjorde hon år 1865 en omtalad resa runt halvön Yucatan för att beskåda Mayaruinerna i Uxmal. 
Kejserliga paret höll regelbundet lyxiga baler. Maximilian var inte så pass villig att regera så behövde Charlotte ta hand om det i stället.
Eftersom paret inte hade barn, sov i separata sovrum och inte hade något sexuellt samliv adopterade Maximilian ett av barnbarnen till Mexikos förste kejsare Agustín de Iturbide som tronarvinge, något som inte hade hennes stöd. 
Maximilian hade svårt att kontrollera situationen, eftersom opposition till monarkin var liberal, liksom han själv, men det var svårt att vinna den genom att föra en liberal reformpolitik eftersom samtidigt som anhängarna till monarkin bestod av konservativa som motsatte sig en liberal politik. Frankrike, vars trupper upprätthöll monarkin, utsattes dessutom för allt starkare påtryckningar från Preussen och USA att dra sina trupper ur Mexiko samtidigt som de förlorade i kriget mot gerillan. När de franska trupperna förlorade i kriget mot gerillan, USA hindrade nya förstärkningar genom en sjöblockad och Preussen år 1866 ställde ultimatum, beslutade Frankrike att dra tillbaka sina trupper från Mexiko, vilket innebar kejsardömets kollaps. 

## Senare liv
Då läget började bli allvarligt i Mexiko, efter det att de franska trupperna lämnat landet, återvände Charlotte sommaren 1866 till Europa för att prata för sin makes sak, hos såväl Napoleon III som påven Pius IX. Emellertid lyssnade ingen till hennes vädjan, och Charlotte drabbades då av sinnesförvirring (troligen paranoia); hon trodde att hon var utsatt för förgiftningsförsök av sina egna tjänare. Vid besöket i Rom rusade hon rakt in i påvens privata boning, skrek "All mat de ger mig är förgiftad. Jag håller på att svälta ihjäl!", stack fingrarna i påvens chokladmjölk och slickade i sig drycken.
Hon envisades sedan att få tillbringa natten i Vatikanen och det ordnades en sängplats i biblioteket. Officiellt är hon den första kvinna som har övernattat i Vatikanen. Hon fick sedan ett rum på ett hotell där hon hade levande kycklingar bundna vid bordsbenen och hennes tjänare fick slakta och tillaga dessa medan hon såg på.
Släkten underrättades om hennes tillstånd och hennes bror Filip av Flandern anlände till Rom och förde henne till slottet Miramare nära Trieste, där hon sedan hölls inspärrad på order av Maximilians släktingar, och ingen tilläts besöka henne. I juli 1867 fördes hon till slottet Terveusen, nära Bryssel, där man efter någon tid berättade för henne att hennes make hade arkebuserats den 19 juni samma år.
Resten av sitt liv levde hon tillbakadraget på slottet, periodvis skrattade och grät hon om vartannat, pratade osammanhängande, slog sönder möbler och rev itu böcker, periodvis var hon helt "normal", samtalade, läste, målade och spelade piano. Oavsett sitt tillstånd var hon alltid mycket mån om sitt utseende och det sägs att hon förblev en stor skönhet.
Charlotte avled i lunginflammation 1927, vid 86 års ålder.

## Utmärkelser
- storkors av Karl den heliges orden (Mexiko, 1865)
- storkors av Stjärnkorsorden (Österrike-Ungern)
- dam av Maria-Lovisaorden (Spanien, 1857)[6]

Källa: